# Ulrik Plesner
Ulrik Adolph Plesner (17 mai 1861 — 22 novembre 1933) est un architecte danois novateur, dans le style romantique national. Il est en particulier connu pour son influence dans le style architectural utilisé à Skagen dans le Nord du Jutland.

## Enfance et études

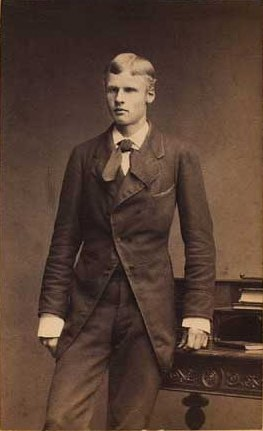
Ulrik Plesner dans les années 1880 (photo de Christian Neuhaus)

Né à Vedersø (da) près de Ringkøbing sur la côte ouest du Jutland, il est le fils du curé J.F. Plesner. Après avoir étudié à l'École Technique de Copenhague (Teknisk Selskabs Skole), il entre dans l'école d'architecture de l'Académie royale des beaux-arts du Danemark où il étudie avec Martin Nyrop, sortant diplômé en 1893. Il développe un style simple caractérisé par des structures compactes de briques rouges avec des corniches blanches et des parures,.

## Carrière

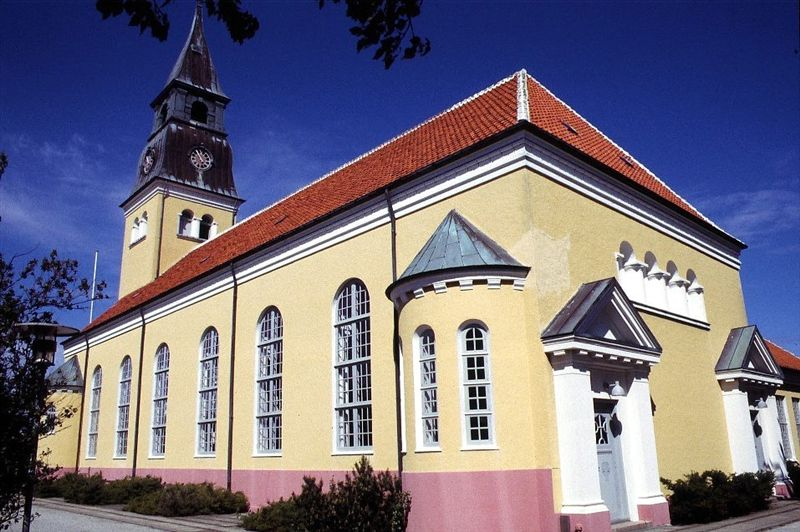
Église de Skagen rénovée par Ulrik Plesner en 1910

Plesner est d'abord remarqué pour une extension du Brøndums Hotel à Skagen qu'il termine en 1892. Une grande partie de son travail ultérieur se situe à Skagen où il a vécu pendant de longues périodes et où il devint étroitement associé aux peintres de Skagen. Grandement respecté par ses collègues, il contribue au développement du style principal de cette période, l'Historicisme. Il collabore également avec Thorvald Bindesbøll, concevant souvent des intérieurs Art nouveau.

## Contribution à l'architecture de Skagen

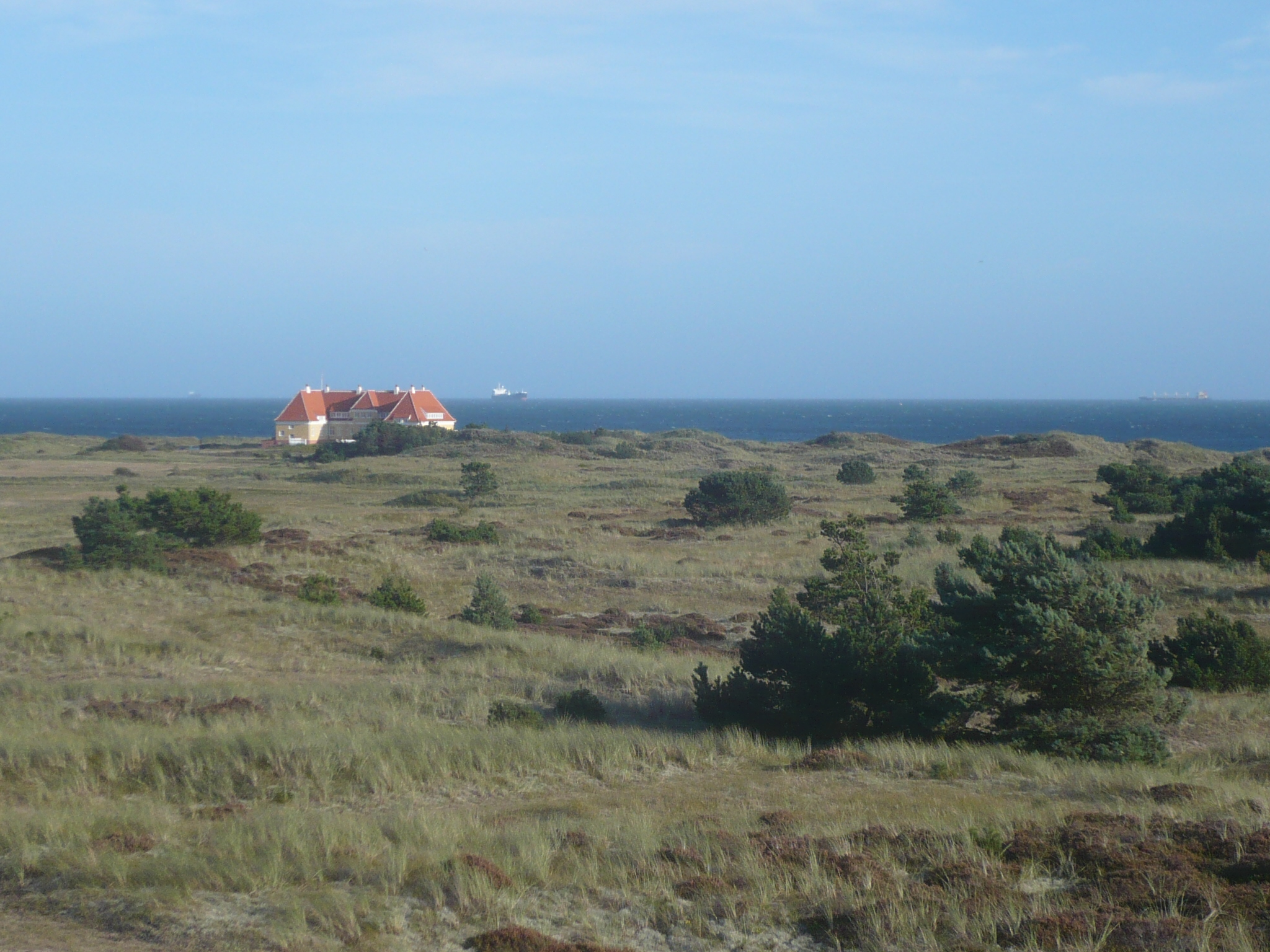
Klitgården juste au sud de Skagen, Danemark.

Plesner arrive à Skagen en 1891 dans le cadre de la construction du phare d'Højen. La même année il conçoit l'extension du Brøndums Hotel et rénove la maison appartenant à P.S. Krøyer. En 1914 il construit le Klitgården pour le Roi Christian X. En 1933 il conçoit la maison de Michael et Anna Ancher. En 1919 il fait les premiers dessins du futur Musée de Skagen et conçoit la gare ferroviaire, l'hôpital, la banque, la résidence du capitaine de port, la poste et de nombreuses maisons privées.
Plesner meurt d'une attaque cardiaque en 1933 alors qu'il séjournait au Brøndums Hotel. Le dernier bâtiment qu'il conçoit avec sa mort est la gare Ålbæk (en) sur la voie reliant Skagen à Frederikshavn.